# Simaethula auronitens
Simaethula auronitens là một loài nhện trong họ Salticidae.
Loài này thuộc chi Simaethula. Simaethula auronitens được Ludwig Carl Christian Koch miêu tả năm 1879.